# Germaria obscuripennis
Germaria obscuripennis là một loài ruồi trong họ Tachinidae.